# Paul Schaffer
Paul Schaffer (* 12. März 1875 in Glogau; † 17. Juni 1946 in Berlin) war ein deutscher SPD-Politiker.

## Leben
Der gelernte Töpfer und Ofensetzer trat 1896 in die SPD ein. In Neustrelitz war er bis 1901 Funktionär des Verbandes der Töpfer. Von 1901 bis 1904 arbeitete er in Lübeck als Kaufmann und Buchhalter. 1904 kehrte er nach Neustrelitz zurück, wo er zunächst als Lagerhalter, später als Geschäftsführer des Konsumvereins tätig war. In Neustrelitz war er von 1904 bis 1912 und 1920 Vorsitzender des örtlichen Gewerkschaftskartells.
Paul Schaffer war Mitglied der Verfassungsgebenden Versammlung in Mecklenburg-Strelitz und von November 1918 bis Februar 1919 deren Vizepräsident. Gleichzeitig war er bis Mai 1919 Beirat im Staatsministerium in den Regierungen Stubmann und Krüger.
Er war von 1919 bis 1933 besoldeter Stadtrat in Neustrelitz sowie Vorsitzender der örtlichen AOK und saß im Ausschuss der Landesversicherungsanstalt.